# Slabce
Slabce település Csehországban, Rakovníki járásban. Slabce Krakovec, Chříč, Hradiště, Zvíkovec, Pavlíkov, Hřebečníky és Panoší Újezd településekkel határos. Lakosainak száma 722 fő (2024. január 1.).

## Népesség
A település lakosságának változását az alábbi diagram mutatja:
| Lakosok száma | 2406 | 2079 | 1840 | 1325 | 796  | 701  | 733  | 739  | 709  | 722  |
|               | 1869 | 1890 | 1921 | 1950 | 1980 | 2001 | 2017 | 2019 | 2022 | 2024 |